# LG 치타스 1991–1995 시즌

## 시즌 통계

### 시즌 전 대회 기록
※ 1993 시즌은 무승부시 승부차기가 시행되었으며 승부차기를 무승부로 처리하는 통산 기록 규정에 근거한 승무패를 별도로 아래에 표기하였다.

※ 아: 아디다스컵
| 시즌 | 리그 팀수 | K리그  | 경기수 | 승    | 무   | 패   | 득 | 실 | 차  | 승점 | 리그컵      | FA컵 | 수퍼컵 | 아시안클럽 챔피언십 | 감독   |
| ---- | --------- | ------ | ------ | ----- | ---- | ---- | -- | -- | --- | ---- | ----------- | ---- | ------ | ------------------- | ------ |
| 1991 | 6         | 6위    | 40     | 9     | 15   | 16   | 44 | 53 | -9  | 33   |             |      |        | 진출 실패           | 고재욱 |
| 1992 | 6         | 4위    | 30     | 8     | 13   | 9    | 30 | 35 | -5  | 29   | 준우승 (아) |      |        | 대회 불참           | 고재욱 |
| 1993 | 6         | 준우승 | 30     | 18 10 | 0 11 | 12 9 | 28 | 29 | -1  | 59   | 4위 (아)    |      |        | 진출 실패           | 고재욱 |
| 1994 | 7         | 5위    | 30     | 12    | 7    | 11   | 53 | 50 | +3  | 43   | 준우승 (아) |      |        | 진출 실패           | 조영증 |
| 1995 | 8         | 8위    | 28     | 5     | 10   | 13   | 29 | 43 | -14 | 25   | 6위 (아)    |      |        | 진출 실패           | 조영증 |

## 시즌 총평

### 1991 시즌 총평
전년도 프로리그 우승의 후유증 탓인지 연봉싸움이 심각했고 이 과정에서 최순호가 포철로 트레이드됐으며 최진한 차상광 등 고참들과의 연봉협상이 난항을 겪었고 두 선수는 시즌 중 유공 이적(최진한)  시즌 후 포철로 트레이드(차상광)되는 수모를 겪었다.

### 1992 시즌 총평
신인 임근재가 정규시즌 10골을 기록했으나 임근재를 비롯한 주전 공격수 절반이 타깃형 스트라이커 유형이 아니었던 터라 차상해 이후 이어진 타깃형 스트라이커 징크스를 또다시 벗어나지 못했다.

### 1993 시즌 총평
차상해 이후 이어진 타깃형 스트라이커 부재를 벗어나지 못하여 또다시 정규리그 우승과 거리가 멀었다.

### 1994 시즌 총평
조영증 감독이 3년 계약으로 취임했는데 부임 첫 해인 이 해(1994년) 정규리그 6위를 마크했으나 세대교체의 과도기에서 팀 전력을 안정시킨 데 실패했으며 그나마 이 해 아디다스컵에서 준우승을 차지했고 1990년 우승의 주역임을 내세워 무리한 연봉요구를 한 데다  1990년 초 팀에서 방출된 동생 차상해의 복귀까지 주장하여 미운털이 찍혀 1991년을 끝으로 LG를 떠난 후 저니맨 신세가 된 차상광을 12월 15일 김상진과의 맞트레이드를 통해 유공에서 영입시켰지만   이 과정에서 1991년 말 차상광과의 맞트레이드로 포철에서 이적해 온 박철우가 12월 24일 신생 전남으로   이적하기도 했다.

### 1995 시즌 총평
LG 치타스는 1995 시즌 악몽의 해를 보냈다. 컵대회 6위, 전기리그 8위, 후기리그 6위로 종합 순위에서도 8위에 머물렀다. 비록 우승권의 전력은 아니었으나 이렇게 비참한 성적을 내리라곤 짐작도 못했다.
조영증 감독이 지휘봉을 잡고 공격축구를 표방하며 첫 무대를 치른 지난 시즌은 아디다스컵 2위, 정규시즌 5위에 머물렀지만 팀은 23게임 연속득점과 팀최다득점(60골,아디다스컵 포함)을 기록했으며 신인왕(최용수), 득점왕(윤상철)까지 배출했다.
그래서 내심 올해는 전후기중 한 차례라도 우승을 노렸던 것도 사실이다. 그러나 기대와는 달리 전혀 예상 밖으로 흘렀다.
지난해 득점왕에 오른 윤상철의 부진, 주전급 선수의 노쇠화, 스트라이커 최용수의 잦은 올림픽 대표팀 차출, 타팀에 비해 활동이 부진한 용병선수 등의 이유가 올해 농사를 망친 주된 이유였으며 차상해 이후 최용수 입단 전까지 쓸만한  타깃형 스트라이커  부재에 시달리기도 했다.
한편, 1991년을 끝으로 LG를 떠난 뒤 저니맨 신세가 된 차상광을 1994년 시즌 뒤 김상진과의 맞트레이드로 유공에서 영입했는데 복귀 첫 해인 1995년 아디다스컵과 전기리그에서 주전 자리를 지켰지만 나이 탓인지 후기리그부터는 4년생 김봉수에게 주전 자리를 빼앗겼으며 1996년 1월 21일 이후 LG에 선수 뿐 아니라 골키퍼 코치로도 돌아오지 못했다.

## 같이 보기
- FC 서울

## 참고 자료
- FC 서울 매치데이 매거진
- K리그 공식 웹사이트 - K리그 히스토리